# Clorpromazină
Clorpromazina este un antipsihotic tipic derivat de fenotiazină, fiind utilizat în tratamentul schizofreniei, psihozelor, tulburării bipolare, ADHD-ului și a vomei. Căile de administrare disponibile sunt orală, rectală, intravenoasă și intramusculară.
Molecula a fost dezvoltată în anul 1950 și a fost primul antipshiotic descoperit. Se află pe lista medicamentelor esențiale ale Organizației Mondiale a Sănătății. Este disponibil sub formă de medicament generic.